# Питекусе
Питекусе (стгрч. Πιθηκούσσαι, Pithēkoússai, лат. Pithecusae; дословно „мајмунско“ или „насељено мајмунима“) је била античка грчка колонија на Искији, највећем острву у Напуљском заливу. То је била прва и најсјевернија насеобина коју су Грци основали на западу. Акропољ ― на мјесту данашњег села  ― био је континуирано у употреби између половине 8. вијека п. н. е. и 1. вијека п. н. е. Трагови живота ранијег домородачког становништва из апенинске културе бронзаног доба откривени су и на том локалитету и на другим мјестима на острву, а нарочито на сусједном острву Вивари, гдје је видљиво и значајно присуство микенске културе. Питсекусе су око 770. п. н. е. основала два града с Евбеје, Халкида и Еретрија, и то не као уобичајену колонију (апоикиа), него као емпориум, тј. трговиште, односно истурену тачку за трговину са западом. Током друге половине 8. вијека п. н. е. Питекусе су биле велико и значајно истурено мјесто, са неколико хиљада житеља, на западном крају трговачког пута који је на истоку кретао од Егејског мора. На локалитету Маззола или Меззавиа откривени су обилни докази о металуршкој производњи (гвожђа и злата). Масовно су се производиле локалне верзије позногеометријских ваза евбејског стила, а било је и досељеника из Коринта који су израђивали вазе протокоринтског стила.
Током ископавања која је од 1952. организовао Giorgio Buchner пронађени су у долини Сан Монтано гробови, за које се види да су од самог почетка били распоређени по породичним парцелама. У тим су гробовима, поред предмета локалне израде, пронађене и вазе и други артефакти који су пре 700. п. н. е. увезени са Евбеје, из Коринта, Атине, северне Сирије или Киликије, Феникије, Египта и Етрурије. Једна посуда с Родоса из позног геометријског периода има урезан натпис, на халкидској варијанти грчког алфабета, који се састоји од три стиха с духовитом алузијом на Несторов пехар, који је описан у Илијади. На једном кратеру локалне израде представљена је сцена бродолома, и то је најстарији пример фигуративног сликарства у Италији.
Питекусе су извршиле значајан утицај и на ширење оријентализирајућег стила на италском копну. Захваљујући таквом преовлађујућем укусу, и Демарат из Коринта стекао је велико богатство тргујући с етрурским градовима, пре него што се 657. п. н. е. преселио у Тарквиније. Утицај Питекуса слаби већ од 7. вијека п. н. е., након што су Евбејани на оближњем италском копну, у Кампанији, основали град Куме.